# 27e prix Lambda Literary

Le 27e prix Lambda Literary a eu lieu le 1er juin 2015, pour honorer les ouvrages publiés en 2014.

## Lauréats et finalistes
| Catégorie                           | Récompensé | Nommé |
| ----------------------------------- | --- | --- |
| Bisexual Fiction                    | Ana Castillo, Give It to Me | - Sheela Lambert, Best Bi Short Stories: Bisexual Fiction - Ron Suresha, Extraordinary Adventures of Mullah Nasruddin - Susie Hara, Finder of Lost Objects - Vivek Shraya, She of the Mountains |
| Bisexual Non-Fiction                | Charles M. Blow, Fire Shut Up in My Bones                                                                                          | - Alan Cumming, Not My Father’s Son - Robyn Ochs and H. Sharif Williams, Recognize: The Voices of Bisexual Men |
| Gay Erotica                         | Tiffany Reisz, The King | - Jerry Wheeler, Bears of Winter - Hushicho, Incubus Tales - Raven Kaldera, Leather Spirit Stallion - William Holden, The Thief Taker |
| Gay Fiction                         | Tom Spanbauer, I Loved You More | - Judith Frank, All I Love and Know - Christos Tsiolkas, Barracuda - Tatamkhulu Afrika, Bitter Eden - Michael Nava, The City of Palaces - Michael Carroll, Little Reef and Other Stories - Keith Banner, Next to Nothing - John R. Gordon, Souljah |
| Gay Memoir/Biography                | Richard Blanco, The Prince of Los Cocuyos John Lahr, Tennessee Williams: Mad Pilgrimage of the Flesh                               | - Sean Strub, Body Counts: A Memoir of Politics, Sex, AIDS, and Survival - Brent Phillips, Charles Walters: The Director Who Made Hollywood Dance - Rob Smith, Closets, Combat and Coming Out: Coming of Age as a Gay Man in the “Don’t Ask, Don’t Tell” Army - Edmund White, Inside a Pearl: My Years in Paris - Alain Mabanckou, Letter to Jimmy - Philip Gefter, Wagstaff: Before and After Mapplethorpe |
| Gay Mystery                         | Katie Gilmartin, Blackmail, My Love                                                                                                | - Marshall Thornton, Boystown 6: From the Ashes - David Swatling, Calvin’s Head - David Lennon, DeadFall - Josh Lanyon, Fair Game - Jameson Currier, A Gathering Storm - Janice Law, Moon Over Tangier - Rafe Haze, The Next |
| Gay Poetry                          | Danez Smith, [insert] boy | - David J. Daniels, Clean - Timothy Liu, Don’t Go Back to Sleep - C. A. Conrad, ECODEVIANCE: (Soma)tics for the Future Wilderness - Jericho Brown, The New Testament - Saeed Jones, Prelude to Bruise - Michael Broder, This Life Now - Hieu Minh Nguyen, This Way to the Sugar |
| Gay Romance                         | Jeff Mann, Salvation: A Novel of the Civil War                                                                                     | - Lloyd A. Meeker, The Companion - Barry Lowe, Everything’s Coming Up Roses: Four Tales of M/M Romance - Timothy Lambert and R. D. Cochrane, Foolish Hearts: New Gay Fiction - Georgina Li, Like They Always Been Free - Jim Provenzano, Message of Love - David Reddish, The Passion of Sergius & Bacchus - L. C. Chase, Pulling Leather |
| Lesbian Erotica                     | Diana Cage, Lesbian Sex Bible | - Andi Marquette et R. G. Emanuelle, All You Can Eat. A Buffet of Lesbian Erotica and Romance - Cheyenne Blue, Forbidden Fruit: stories of unwise lesbian desire |
| Lesbian Fiction                     | Alexis De Veaux, Yabo | - Ann-Marie MacDonald, Adult Onset - Qiu Miaojin, Last Words of Montmartre - Francine Prose, Lovers at the Chameleon Club, Paris 1932 - M. B. Caschetta, Miracle Girls - Shelly Oria, New York 1, Tel Aviv 0 - Brandy T. Wilson, The Palace Blues - Sarah Waters, The Paying Guests |
| Lesbian Memoir/Biography            | Alethia Jones, Virginia Eubanks et Barbara Smith, Ain’t Gonna Let Nobody Turn Me Around: Forty Years of Movement Building          | - Lynette Loeppky, Cease – a memoir of love, loss and desire - Kelly Cogswell, Eating Fire: My Life as a Lesbian Avenger - Ariel Gore, The End of Eve - Terry Mutchler, Under This Beautiful Dome: A Senator, A Journalist, and the Politics of Gay Love in America |
| Lesbian Mystery                     | Ellen Hart, The Old Deep and Dark                                                                                                  | - Anne Laughlin, The Acquittal - Charles Atkins, Done to Death - Valerie Bronwen, Slash and Burn - Stevie Mikayne, UnCatholic Conduct |
| Lesbian Poetry                      | Valerie Wetlaufer, Mysterious Acts by My People                                                                                    | - Lenelle Moïse, Haiti Glass - Rachel Zolf, Janey’s Arcadia - Meg Day, Last Psalm at Sea Level - Ellen Bass, Like a Beggar - Sina Queyras, MxT - Megan Volpert, Only Ride - Susanna Mishler, Termination Dust |
| Lesbian Romance                     | Robbi McCoy, The Farmer’s Daughter                                                                                                 | - Kate McLachlan, Christmas Crush - Lisa Girolami, The Heat of Angels - Kris Bryant, Jolt - Andrea Bramhall, Nightingale - Jesse J. Thoma, Seneca Falls - Marianne K. Martin, Tangled Roots - Clare Ashton, That Certain Something |
| LGBT Anthology                      | Leila J. Rupp et Susan K. Freeman, Understanding and Teaching US Lesbian, Gay, Bisexual, and Transgender History                   | - Charles Stephens and Steven G. Fullwood, Black Gay Genius: Answering Joseph Beam’s Call - Bruce Gillespie, A Family by Any Other Name: Exploring Queer Relationships - Mark McNease and Stephen Dolainski, Outer Voices Inner Lives - Douglas Ray, The Queer South: LGBTQ Writers on the American South |
| LGBT Children's/Young Adult         | Tim Federle (en), Five, Six, Seven, Nate!                                                                                          | - Susan Kuklin, Beyond Magenta: Transgender Teens Speak Out - Bridget Birdsall, Double Exposure - Karelia Stetz-Waters, Forgive Me If I’ve Told You This Before - Robin Talley, Lies We Tell Ourselves - Jay Jordan Hawke, Pukawiss the Outcast - Suki Fleet, This is Not a Love Story - Raziel Reid, When Everything Feels Like the Movies |
| LGBT Debut Fiction                  | Abdi Nazemian, The Walk-In Closet                                                                                                  | - Vinton Rafe McCabe, Death in Venice, California - Megan Milks, Kill Marguerite and Other Stories - Elizabeth Earley, A Map of Everything - Bob Sennett, The Music Teacher - Dia Felix, Nochita - Dan Lopez, Part the Hawser, Limn the Sea - Alden Jones, Unaccompanied Minors |
| LGBT Drama                          | Robert O'Hara, Bootycandy | - Adelina Anthony, The Beast of Times - Daniel Pearle, A Kid Like Jake - Samuel D. Hunter, The Whale - Steve Yockey, Wolves |
| LGBT Graphic Novel                  | Joyce Brabner et Mark Zingarelli, Second Avenue Caper                                                                              | - Elisha Lim, 100 Crushes - Kathleen Jacques, Band Vs. Band Comix Volume 1 - A. K. Summers, Pregnant Butch: Nine Long Months Spent in Drag - Nick Sumida, Snackies |
| LGBT Non-Fiction                    | Martin Duberman, Hold Tight Gently: Michael Callen, Essex Hemphill, and the Battlefield of AIDS                                    | - Lee Lynch, An American Queer: The Amazon Trail - Julie Sondra Decker, The Invisible Orientation: An Introduction to Asexuality - Rebecca J. Anderson, Nevirapine and the Quest to End Pediatric AIDS - Hilton Als, Ann Temkin, Claudia Carson, Robert Gober, Paulina Pobocha and Christian Scheidemann, Robert Gober: The Heart Is Not a Metaphor - Robert Hofler, Sexplosion: From Andy Warhol to A Clockwork Orange, How a Generation of Pop Rebels Broke All the Taboos - Aaron Devor, The Transgender Archives: Foundations for the Future - Clayton Delery-Edwards, The Up Stairs Lounge Arson: Thirty-Two Deaths in a New Orleans Gay Bar, June 24, 1973 |
| LGBT Science Fiction/Fantasy/Horror | Chaz Brenchley, Bitter Waters | - Daryl Gregory, Afterparty - Lee Thomas, Butcher’s Road - A. M. Dellamonica, Child of a Hidden Sea - Max Gladstone, Full Fathom Five - Lea Daley, FutureDyke - Craig Laurance Gidney, Skin Deep Magic |
| LGBT Studies                        | Vincent Woodard, Justin A. Joyce et Dwight McBride, Delectable Negro: Human Consumption and Homoeroticism within US Slave Culturee | - Noelle M. Stout, After Love: Queer Intimacy and Erotic Economies in Post-Soviet Cuba - Rachel Hope Cleves, Charity & Sylvia: A Same-Sex Marriage in Early America - Marcia Ochoa, Queen for a Day: Transformistas, Beauty Queens, and the Performance of Femininity in Venezuela - Lisa Tatonetti, The Queerness of Native American Literature - Juana Maria Rodriguez, Sexual Futures, Queer Gestures, and Other Latina Longings - Susan S. Lanser, The Sexuality of History: Modernity and the Sapphic - Bobby Benedicto, Under Bright Lights: Gay Manila and the Global Scene                                                                               |
| Transgender Fiction                 | Casey Plett, A Safe Girl to Love                                                                                                   | - La JohnJoseph, Everything Must Go - Kim Fu, For Today I Am a Boy - Shani Mootoo, Moving Forward Sideways Like a Crab - Alex Myers, Revolutionary |
| Transgender Non-Fiction             | Thomas Page McBee, Man Alive: A True Story of Violence, Forgiveness and Becoming a Man                                             | - Janet Mock, Redefining Realness: My Path to Womanhood, Identity, Love and So Much More - Laura Erickson-Schroth, Trans Bodies, Trans Selves: A Resource for the Transgender Community |

## Prix spéciaux
| Catégorie                          | Récompensé                  |
| ---------------------------------- | --------------------------- |
| Pioneer Award                      | Rita Mae Brown              |
| Trustee Award                      | John Waters                 |
| Betty Berzon Emerging Writer Award | Anne Balay, Daisy Hernández |